# Lucile Boulanger
Pour les articles homonymes, voir Boulanger (homonymie).
Lucile Boulanger est une instrumentiste et actrice française. Gambiste récompensée dans des concours internationaux et aux Victoires de la musique classique, elle a commencé sa carrière dans le doublage au début des années 2000, prêtant entre autres sa voix à Dora l'exploratrice et Lilly Truscott dans la série télévisée Hannah Montana.

## Biographie

### Carrière musicale
Lucile Boulanger commence la pratique de la viole de gambe à l'âge de 5 ans. Elle poursuit ses études au CNR de Paris dans la classe d'Ariane Maurette, puis se perfectionne ensuite auprès de Jérôme Hantaï au CNR de Cergy-Pontoise, avant d'entrer dans la classe de Christophe Coin au CNSMD de Paris, où elle obtient son diplôme à l'unanimité en 2009. 
En 2025, elle reçoit la Victoire de la musique classique de la soliste instrumentiste après une première nomination en 2023. Elle est nommée professeur de viole de gambe au CNSMD de Paris, où elle prend la succession de Christophe Coin.

## Discographie
- 2012 : Jean-Sébastien Bach, Sonate a Cembalo e Viola da Gamba, Lucile Boulanger (viole de gambe), Arnaud De Pasquale (clavecin) - Alpha[3]
- 2013 : My Precious Manuscript : fantastic sonatas from England to Germany, ensemble La Sainte Folie fantastique - Alpha[4],[5]
- 2015 : Trios for Fortepiano and Viola da Gamba, œuvres de C.-P.-E. Bach, Graun et divers, Lucile Boulanger (viole de gambe), Arnaud De Pasquale (clavecin) - Alpha
- 2018 : Les Défis de Monsieur Forqueray, sonates de Corelli, Mascitti et Leclair - Harmonia Mundi
- 2022 : Bach et Abel : Solo, Lucile Boulanger (viole de gambe) - Alpha Classics 783
- 2023 : John Dowland : [Complete] Lachrimæ, ensemble Musicall Humors - Alpha
- 2024 : The Golden Hour, œuvres de Francœur, Rebel et Leclair, Lucile Boulanger (viole de gambe), Simon Pierre (violon), Olivier Fortin (clavecin) - Alpha
- 2024 : La Messagère, œuvres de Marin Marais, De Machy, Hersant, Pesson, Hotman, Sinnhuber,  Sainte-Colombe, Lucile Boulanger (viole de gambe) - Alpha
- 2024 : Destinées,  œuvres d'Élisabeth Jacquet de La Guerre et autres compositrices, Sophie de Bardonnèche (violoniste), Lucile Boulanger (viole de gambe), Justin Taylor (clavecin) - Alpha
- 2025 : Marin Marais, Voix humaines : Pièces inédites pour flûte, François Lazarevitch (flûte), Lucile Boulanger (viole de gambe), Les Musiciens de Saint-Julien - Alpha

## Filmographie

### Cinéma
- 1992 : La Place du père de Laurent Heynemann : Anne à 6 ans

### Télévision
- 1994 : Une nounou pas comme les autres d'Éric Civanyan : Ludivine
- 1994 : Commissaire Moulin, épisode Le Récidiviste (4.3) d'Yves Rénier : Lucie Brunetti
- 1995 : Une nana pas comme les autres d'Éric Civanyan : Ludivine
- 2007 : Kaboum : Lucile
- 2017 : The High Road to Kilkenny : Un voyage musical en Irlande de Benjamin Bleton : elle-même

## Doublage

### Cinéma

#### Films
- Emily Osment dans :
  - SOS Daddy (2009) : Mélissa Morris
  - Hannah Montana, le film (2009) : Lilly Truscott
- 1999 : Inspecteur Gadget : Sophie (Michelle Trachtenberg)
- 2005 : Elektra : Abby Miller (Kirsten Prout)
- 2007 : Les Messagers : Jessica Solomon (Kristen Stewart)
- 2007 : Caramel : Nisrine (Yasmine Al Massri)

#### Films d'animation
- 1995 : Adieu, Nostradamus ! : Julia
- 1995 : Papadoll au royaume des chats : Meeko
- 2001 : Jimmy Neutron, un garçon génial : Cindy
- 2002 : Jonas et les Végétaloufs : Laura
- 2004 : Pororo au royaume des friandises : la princesse Soufflet
- 2005 : Fullmetal Alchemist: Conqueror of Shamballa : Winry Rockbell / Rose Thomas
- 2005 : Final Fantasy VII: Advent Children : Elena
- 2005 : Les Petits Einstein : Notre Grande Super Aventure (en) : Léo
- 2006 : Barbie au bal des douze princesses : Kathleen

### Télévision

#### Téléfilms
- Tara Strong dans :
  - Mes parrains sont magiques, le film : Grandis Timmy (2011) : Poof (voix)
  - Mes parrains fêtent Noël (2012) : Poof (voix)
  - Mes parrains sont magiques : Aloha ! (en) (2014) : Poof (voix)

#### Téléfilm d'animation
- 2010 : Dora et l'Esprit de Noël : Dora[6]

#### Séries télévisées
- Emily Osment dans 
  - Hannah Montana (2006-2011) : Lilly Truscott
  - Jonas L. A. (2010) : elle-même (saison 2, épisode 11)
- 2003-2006 : Arrested Development : Mae « Maeby » Fünke (Alia Shawkat) (1re voix, saisons 1 à 3)
- 2003-2007 : Everwood : Delia Brown (Vivien Cardone)
- 2004 : Cracking Up : Chloe Shackleton (Caitlin Wachs)
- 2006-2009 : Génial Génie : Emma Norton (Vicky Longley)
- 2007 : Beautiful People : Sophie Kerr (Sarah Foret)
- 2010 : Le Prisonnier : Numéro 4-15/Lucy (Hayley Atwell) (mini-série)

#### Séries d'animation
- 64, rue du Zoo : Lucie
- Avatar, le dernier maître de l'air : Toph et Ty Lee
- Chowder : Gorgonzola
- Club Penguin et Club Penguin, Ninja Go ! : Emily
- Final Fantasy: Unlimited : Ai Hayakawa
- Fullmetal Alchemist : Winry Rockbell
- Dora l'exploratrice : Dora
- Go Diego ! : Dora, Sac de Secours, Bébé Jaguar, Alicia
- Donkey Kong Country : Diddy Kong (2e voix - saison 2)
- Haré + Guu : Toposte
- Jimmy Neutron : Cindy Vortex
- Les Excalibrius : Louise
- Les Petits Einstein : Léo
- Maya et Miguel : Maya Santos
- Mes parrains sont magiques : Timmy Turner (2e voix, à partir de l'épisode 13 de la saison 5) / Poof / Wonder Gal
- Super Bizz ! (2008-2011) : Sissy Sullivan / Cherry
- Zeta Girls : Chaney

### Jeux vidéo
- 2000 : Le Club des cinq joue et gagne : Annie
- 2000 : Le Club des cinq et le Trésor de l'île : Annie
- 2001 : Le Club des cinq en péril : Annie
- 2001[7] : Le Club des cinq : Le Mystère des catacombes : Annie
- 2005 : Dora l'exploratrice : Voyage sur la planète violette : Dora
- 2009 : Dora sauve le royaume de cristal : Dora

## Distinctions
- 2004 : 1er prix du Conservatoire à rayonnement régional de Paris[8]
- 2009 : 1er prix et  prix spécial du concours international Bach-Abel à Köthen[8]
- 2011 : 3e prix du concours international « Musica Antiqua » de Bruges[9],[8]

### Récompenses
- 2022 : Diapason d'or de l'année pour l'album Bach et Abel[10]
- 2025 : Victoire de la musique classique de la soliste instrumentale

### Nominations
- Victoires de la musique classique 2023 : Soliste instrumental
- Victoires de la musique classique 2025 : Enregistrement de l'année pour La Messagère